# Râul Cucioaia
Râul Cucioaia este un afluent de stânga al râului Negrașu, din Județul Prahova, România.

## Hărți
- Harta Munții Baiului  Arhivat în 15 iunie 2011, la Wayback Machine.
- Harta Munților Grohotiș [nefuncțională – arhivă]
- Harta județului Prahova